# Никола Думурджанов
Никола Думурджанов (на македонска литературна норма: Никола Думурџанов) е северномакедонски геолог.

## Биография
Думурджанов е роден на 8 юни 1937 година във воденското село Саракиново, Гърция (на гръцки Саракини). По време на Гражданската война в Гърция е изведен от страната в групата на така наречените деца бежанци. В 1960 година завършва геология в Масариковия университет в Бърно, а в 1980 година защитава докторска дисертация в Рударско-геоложкия факултет на Белградския университет. От 1979 година до пенсионирането си в 2001 година е преподавател в Рударско-геоложкия факултет в Щип, като в 1989 - 1993 година е декан на факултета. Думурджанов се занимава с регионално-геоложките и тектонските проучувания и петроложките опити. Участва в изработката на Основната геоложка карта на СФРЮ, листове: Щип, Крушево, Охрид и Подградец, Витолище и Каймакчалан; изработка на целеви карти за железните залежи в Социалистическа република Македония; изработка на неотектонска и сеизмотектонска карта на Тунис и други. Автор е на монографии и учебници.